# Josef Halla
Josef Halla (2. června 1814 Praha – 12. ledna 1887 Praha) byl rakouský lékař, vysokoškolský pedagog a politik německé národnosti z Čech, v 60. letech 19. století poslanec Českého zemského sněmu; rektor Karlo-Ferdinandovy univerzity.

## Biografie
Vystudoval medicínu na Karlo-Ferdinandově univerzitě v Praze. Roku 1837 získal titul doktora medicíny a chirurgie. Na jeho vzdělávání se podíleli Karel Rokytanský a František Škoda, jimž asistoval. Specializoval se na interní medicínu. Absolvoval i studia ve Vídni. Podnikl vědecké cesty po Evropě. V roce 1838 nastoupil jako pomocný lékař do pražského blázince. Od roku 1847 byl docentem všeobecné patologie. Roku 1849 se stal mimořádnym a roku 1854 řádným profesorem vnitřních nemocí na Lékařské fakultě Univerzity Karlovy. Roku 1861 se stal děkanem této fakulty, roku 1866 byl zvolen za rektora Karlo-Ferdinandovy univerzity. Byl taky primářem všeobecné nemocnice v Praze. V letech 1852–1861 zasedal i jako obecní starší v Praze. Od roku 1862 byl členem spolku Verein für Geschichte der Deutschen in Böhmen. Publikoval v odborném tisku. Patřil mezi rozhodné stoupence německé strany v Praze a kandidoval za ni opakovaně (byť vzhledem k rostoucí volební převaze Čechů spíše jako zahlcandidat) v obecních volbách.
V 60. letech se zapojil i do vysoké politiky. Po zemských volbách v Čechách v lednu 1867 usedl na Český zemský sněm, kde působil jako virilista (tedy poslanec z titulu své funkce rektora pražské univerzity). Stejně tak po zemských volbách v Čechách v březnu 1867.
Lékařskou profesi vykonával až do svých 71 let. Krátce před smrtí se jeho stav náhle zhoršil. Odjel na léčení do Karlových Varů, pak se vrátil k rodině. Zemřel v lednu 1887 ve věku 72 let na Nierenleiden (onemocnění ledvin).